# Lockport (kisváros, New York)
Lockport település az Amerikai Egyesült Államok New York államában, Niagara megyében. Lakosainak száma 20 563 fő (2020. április 1.).

## Népesség
A település népességének változása:

| 2010 | 20 529 |
| 2020 | 20 563 |